# 뱅자맹 발리마
윌프리에드 뱅자맹 발리마(Wilfried Benjamin Balima, 1985년 3월 20일 ~ )는 부르키나파소 태생의 전 축구 선수이다.